# 토스크 알바니아어

알바니아어 방언지도

토스크 방언(알바니아어: toskërishtja (한정형))은 알바니아어의 양대 방언 중 하나로, 다른 하나는 북부의 게그 방언이다. 두 방언군은 알바니아 영토 중앙을 가로지르는 슈쿰빈강에 의해 구분된다. 방언은 알바니아 남부에 주로 분포하며, 이외에 특유의 미제체 방언, 라버리아 방언, 차머리아 방언을 비롯하여 알바니아 밖에서도 그리스의 아르바니트인들이 사용하는 아르바니티카 방언과 이탈리아의 아르버레셔인들이 사용하는 아르버레시어까지 보통 토스크 방언군에 포함된다.

## 같이 보기
- 게그 방언
- 아르바니티카
- 아르버레시어